# Henry Pearce
Henry Robert "Bobby" Pearce (født 30. september 1905, død 20. maj 1976) var en australsk roer og dobbelt olympisk guldvinder.
Pearce var relativt ukendt på den internationale roscene, da han førte gang deltog ved OL 1928 i Amsterdam. Han var således blevet nægtet deltagelse i Diamond Sculls, en slags uofficiel VM på den tid, fordi han var tømrer af profession. Det forhindrede ham dog ikke i at deltage i de olympiske lege, som også var for amatører. Her var hvert løb et opgør mellem to roere, og Pearce vandt først over en tysker, derpå over Arnold Schwartz fra Danmark og i kvartfinalen over en franskmand, på trods af at han havde stoppet op undervejs for at give plads til en andefamilie. I semifinalen besejrede han briten David Collet i olympisk rekordtid, inden han med sejr over Ken Myers fra USA sikrede sig guldet. Han var i øvrigt også flagbærer for Australien ved åbningsceremonien ved legene i Amsterdam.
I 1930 vandt Pearce mesterskabet for det britiske imperium i singlesculler, og efter han havde skiftet profession til whiskyforhandler, kunne han stille op til Diamond Sculls i 1931. Også dette løb vandt han.
Ved OL 1932 i Los Angeles var han derfor favorit, og med blot fem deltagere og vinderen af Diamond Sculls 1932 ude på grund af sygdom, levede han op til værdigheden. Han besejrede først amerikaneren Bill Miller i indledende heat, og vandt derpå finalen med fire deltagere. Miller vandt sølv, mens Guillermo Douglas fra Uruguay fik bronze.
I 1933 blev Pearce professionel og vandt VM for professionelle; en titel han beholdt, indtil at indstillede sin rokarriere lige inden anden verdenskrig.
Bobby Pearce kom fra en rigtig rofamilie, hvor både hans farfar og far havde dyrket denne sportsgren. Andre medlemmer af familien dyrkede også sport på højt plan; således havde han en tante, der var svømmer, og en onkel, der rugbyspiller. En af dennes sønner var Cecil Pearce, der var roer og deltog ved OL 1936, dog uden større succes. Cecils søn, Gary, var ligeledes roer og deltog i tre OL i 1960'erne og 1970'erne.
Bobby Pearce emigrerede før anden verdenskrig til Canada og var en del af den canadiske hær under krigen. Han blev dog først canadisk statsborger i 1974.

## OL-medaljer
- 1928:  Guld i singlesculler
- 1932:  Guld i singlesculler